# Волков, Борис Иванович
Борис Иванович Во́лков (1900—1970) — советский, российский театральный художник-живописец, график. Народный художник СССР (1965). Лауреат трёх Сталинских премий второй степени (1949, 1951, 1952)

## Биография
Родился 13 (26) марта 1900 года в Москве.
В 1913—1916 годах учился в мастерских Народного дома у В. Д. Поленова, в 1913—1918 — в Императорском Строгановском центральном художественно-промышленном училище (ныне Российский государственный художественно-промышленный университет имени С. Г. Строганова) у Ф. Ф. Федоровского, в 1918—1923 — во ВХУТЕМАСе у А. В. Лентулова, В. Е. Татлина, Д. П. Штеренберга и других.
В 1916 году был принят статистом в труппу частной оперы Зимина, где помогал декораторам, малярам, выступал в спектаклях и балетах.
В 1920-х годах начал самостоятельную деятельность в кино и театре в качестве художника-оформителя, заведующего постановочной частью, помощника режиссёра. В 1922—1923 годах работал на студии «Госкино» (оформил фильмы «Сегодня», 1923; «История одного разочарования», 1924; «Борис Савинков», 1924), принимал участие в создании первых советских мультипликационных фильмов.
В 1923 году участвовал в выставке театрально-декорационного искусства Москвы с декорациями к «Графу Монте-Кристо» по А. Дюма.
В 1924 году вместе с П. В. Вильямсом, К. А. Вяловым, В. И. Люшиным и Ю. А. Меркуловым организовал группу «Конкретивисты», в составе которой в том же году участвовал в 1-й дискуссионной выставке объединений активного революционного искусства. На 2-й выставке ОСТа (1926) экспонировал проекты театральных установок к спектаклям театра им. МГСПС «Шторм» В. Билль-Белоцерковского (1925), «1881 год» Н. Шаповаленко (1924), «Чернь» Н. Шаповаленко (1926).
В период членства в ОСТе участвовал в выставке «Театрально-декорационное искусство Москвы 1918—1923 гг.» (1923, Москва), 1-й дискуссионной выставке объединений активного революционного искусства (1924, Москва), выставках «Московские театры октябрьского десятилетия 1917—1927» (1928, Москва), «Итоги театрального сезона Москвы 1928—1929» (1929, Москва).
В 1924—1940 годах — главный художник Театра имени МГСПС, в 1941—1949 — МАМТ им. К. С. Станиславского и В. И. Немировича-Данченко, с 1951 — Малого театра (все в Москве). Сотрудничал с ГАБТом и МХАТом.
Занимался оформлением книг: «Московский драматический театр им. МОСПС. Гастрольная поездка» (М., 1930) и др.
Вёл большую работу в постановочной секции Всероссийского театрального общества.
Член ОСТ (Общество художников-станковистов) (1925—1931). Член группы «Изобригада» (1931—1932). Союза художников СССР.
Многократно бывал на даче «Чайка», расположенной на озере Удомля в Тверской области. Там же познакомился и женился на Юлии Михайловне (урожденной Стройковой), выпускнице Строгановского училища (МВХПУ), дочери Е. А. Бируля, последней жены В. К. Бялыницкого-Бируля. У них родилась дочь Маша, чье детство прошло на берегу озера Удомля.
Борис Иванович Волков умер 23 декабря 1970 года в Москве. Похоронен на Новодевичьем кладбище (участок № 5).

## Работы
За период своей творческой деятельности оформил свыше двухсот спектаклей в театрах Москвы, Ленинграда, Киева, Минска, Казани, в том числе:
- 1936 — «Гибель эскадры»" А. Е. Корнейчука. Постановка Ю. И. Шлепянова, сопостановщики М. М. Штраух и В. Н. Власов, режиссёр Н. А. Раевский, художник Б. И. Волков, музыка А. В. Александрова (Московский театр Революции)[3]
- «Семья Тараса» Д. Б. Кабалевского (1951) (МАМТ имени К. С. Станиславского и В. И. Немировича-Данченко)
- «Зелёная улица» А. А. Сурова (1948)
- «Вторая любовь» Е. Ю. Мальцева и Н. А. Венкстерн (1950) (МХАТ)
- «Умные вещи» С. Я. Маршака (1965) (Малый театр).

Работал с режиссёром К. А. Зубовым, Ю. И. Шлепяновым (в Московском театре Революции).

## Награды и звания
- Заслуженный деятель искусств РСФСР (1947)
- Народный художник РСФСР (1958)
- Народный художник СССР (1965)
- Сталинская премия второй степени (1949) — за оформление спектакля «Зелёная улица» А. А. Сурова[4]
- Сталинская премия второй степени (1951) — за оформление спектакля «Вторая любовь» Е. Ю. Мальцева и Н. А. Венкстерн
- Сталинская премия второй степени (1952) — за оформление оперного спектакля «Семья Тараса» Д. Б. Кабалевского
- Орден Трудового Красного Знамени
- Медаль «За доблестный труд в Великой Отечественной войне 1941—1945 гг.»
- Медали.